# Sbory dobrovolných hasičů v Královéhradeckém kraji
Jednotku sboru dobrovolných hasičů obce je podle § 68 zákona č. 135/1985 Sb., o požární ochraně,
povinna zřídit každá obec. Mnohé obce jich zřizují více. Své sbory dobrovolných hasičů zřizují též některé průmyslové, dopravní a jiné firmy.
Většina sborů má ve svém názvu buď celá slova Sbor dobrovolných hasičů nebo jen zkratku SDH, některé sbory však mají názvy tvořené jinak.
Sbory dobrovolných hasičů v Česku zastřešuje Sdružení hasičů Čech, Moravy a Slezska (SH ČMS),
sbory v Čechách zastřešuje Česká hasičská jednota.
Sbory jsou označeny šesticiferným evidenčním číslem (první trojčíslí odpovídá okresu) a podle své velikosti, významu a vybavení se člení do kategorií:
největší sbory bývají v kategorii II, jiné významnější sbory v kategorii III, malé sbory v kategorii V a podnikové v kategorii VI.

## Seznam
Tento seznam obsahuje zatím především sbory uvedené v adresáři SH ČMS. Ve skutečnosti každá obec zřizuje nejméně jeden sbor.
Okres Hradec Králové
Okres Jičín
Okres Náchod
Okres Rychnov nad Kněžnou
Okres Trutnov